# مسابقات جهانی شنا (۲۵ متر) ۲۰۰۰
مسابقات جهانی شنا (۲۵ متر) ۲۰۰۰ یا مسابقات جهانی شنا کورس کوتاه از ۱۶ تا ۱۹ مارس ۲۰۰۰ میلادی در آتن، یونان برگزار شده است.

## جدول مدال‌ها
| رتبه  | کشور                | طلا | نقره | برنز | مجموع |
| ۱     | ایالات متحده آمریکا | ۹   | ۸    | ۸    | ۲۵    |
| ۲     | سوئد                | ۷   | ۳    | ۱    | ۱۱    |
| ۳     | آلمان               | ۵   | ۶    | ۲    | ۱۳    |
| ۴     | بریتانیای کبیر      | ۴   | ۴    | ۵    | ۱۳    |
| ۵     | آفریقای جنوبی       | ۲   | ۴    | ۰    | ۶     |
| ۶     | اوکراین             | ۲   | ۲    | ۳    | ۷     |
| ۷     | چین                 | ۲   | ۲    | ۲    | ۶     |
| ۸     | فنلاند              | ۲   | ۱    | ۰    | ۳     |
| ۹     | روسیه               | ۲   | ۰    | ۵    | ۷     |
| ۱۰    | اسلواکی             | ۱   | ۲    | ۱    | ۴     |
| ۱۱    | استرالیا            | ۱   | ۰    | ۳    | ۴     |
| ۱۲    | کرواسی              | ۱   | ۰    | ۰    | ۱     |
| ۱۲    | دانمارک             | ۱   | ۰    | ۰    | ۱     |
| ۱۲    | مجارستان            | ۱   | ۰    | ۰    | ۱     |
| ۱۵    | کانادا              | ۰   | ۴    | ۱    | ۵     |
| ۱۶    | لهستان              | ۰   | ۲    | ۱    | ۳     |
| ۱۷    | ایتالیا             | ۰   | ۱    | ۲    | ۳     |
| ۱۸    | کوبا                | ۰   | ۱    | ۱    | ۲     |
| ۱۹    | بلاروس              | ۰   | ۰    | ۱    | ۱     |
| ۱۹    | اسرائیل             | ۰   | ۰    | ۱    | ۱     |
| ۱۹    | اسلوونی             | ۰   | ۰    | ۱    | ۱     |
| ۱۹    | سوئیس               | ۰   | ۰    | ۱    | ۱     |
| ۱۹    | ترکیه               | ۰   | ۰    | ۱    | ۱     |
| مجموع | مجموع               | ۴۰  | ۴۰   | ۴۰   | ۱۲۰   |